# Stazione di Darfo-Corna
La stazione di Darfo-Corna (fino al 1989, stazione di Darfo) è una stazione ferroviaria della linea Brescia-Iseo-Edolo a servizio dei centri abitati di Darfo e di Corna.

## Storia
La stazione entrò in servizio il 30 dicembre 1907 assieme all'apertura al pubblico del tratto ferroviario Pisogne-Breno. Per le prime settimane fu servita da tre coppie di corse Pisogne-Breno, ma a partire dal 1º febbraio 1908, la relazione fu unificata con quella proveniente dalla stazione di Brescia.
Ebbe il nome di Darfo fino al 24 settembre 1989, quando fu cambiato in Darfo-Corna.

## Strutture e impianti

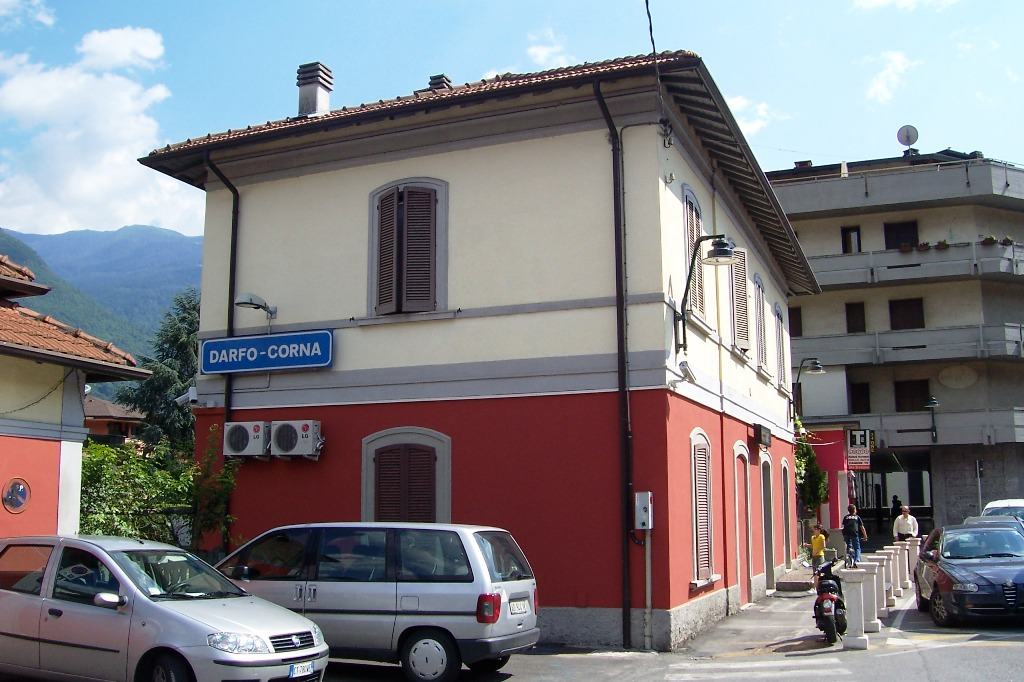
Il fabbricato viaggiatori nel 2008

Il fabbricato viaggiatori è dotato di sala d'attesa ed è stato costruito nello stile delle stazioni secondarie della Società Nazionale Ferrovie e Tramvie (SNFT).
Il piazzale è composto dal binario di corsa della linea ferroviaria e da due di raddoppio, entrambi lunghi 169 m. Le banchine a servizio degli stessi sono collegate tra loro da attraversamenti a raso. Quella del primo binario è lunga 90 m, mentre quella del secondo e del terzo binario è lunga 180 m.
A nord della stazione, in direzione di quella di Edolo, è presente un magazzino merci, in disuso e non più collegato alla rete ferroviaria.

## Movimento
Darfo-Corna è servita dai treni RegioExpress (RE) Brescia-Edolo e dai treni regionali (R) Brescia-Breno/Edolo, eserciti da Trenord nell'ambito del contratto di servizio stipulato con la Regione Lombardia.

## Servizi
- Biglietteria automatica
- Sala d'attesa

## Interscambi
- Fermata autobus